# Tséten Shabdroung Rinpoché
Tséten Shabdrung Rinpoché (tibétain : ཚེ་ཏན་ཞབས་དྲུང་, Wylie : tshe tan zhabs drung rin po che) est le titre donné au représentant d'une lignée du bouddhisme tibétain du Guélougpa. 

## Historique
Cette lignée a été fondée en 1623 et a pour lieu de référence le monastère de Tséten (tibétain : ་, Wylie : tib. tshe tan dgon pa), situé dans la région de l'Amdo. Le lieu se trouve aujourd’hui dans la province chinoise du Qinghai et le comté autonome de Minhe des Hui et des Tu dans le Haidong.
Le 1er (ou peut-être le 2e) Tsheten Shabdrung Rinpoché fut Jamyang Dragpa,. C’était un disciple de Pelden Gyatsho, le 1er abbé (khenpo) de Tséten,.
Le tibétologue Jigme Rigpe Lodrö (Tshe tan Zhabs drung 'Jigs med Rig pa'i Blo gros ; 1910-1985), fut le 5e (ou 6e) Tséten Shabdrung  et un des plus connus, .

## Liste des Tséten Shabdroung Rinpoché
| N°    | Nom                   | Translittération Wylie/tib.    | Dates     |
| ----- | --------------------- | ------------------------------ | --------- |
| 1 (2) | Jamyang Dragpa        | 'jam dbyangs grags pa          |           |
| 2 (3) | Lobsang Rabsel        | blo bzang rab gsal             |           |
| 3 (4) | Jigme Thubten Norbu   | 'jigs med thub stan nor bu     | 1804–1862 |
| 4 (5) | Jigme Thubten Gyatsho | 'jigs med thub stan rgya mtsho | 1863–1909 |
| 5 (6) | Jigme Rigpe Lodrö     | 'jigs med rig pa'i blo gros    | 1910–1985 |